# Direct au cœur
Ne doit pas être confondu avec Un direct au cœur.
Pour plus de détails, voir Fiche technique et Distribution.
Direct au cœur est un film français réalisé par Roger Lion et Alexandre Arnaudy, sorti en 1932, adaptation de Un direct au cœur, pièce de Marcel Pagnol et Paul Nivoix.

## Synopsis
Kid Marc est un boxeur prometteur qui peut devenir champion d'Europe. Mais il se laisse séduire par Régina, une comédienne de théâtre égoïste et peu scrupuleuse, qui l'empêche de s'entrainer. Lors d'un combat important, Kid Marc, en manque de forme se fait battre. Régina le laisse tomber, mais la jeune Clairette, qui aime le boxeur, est là qui l'attend.

## Fiche technique
- Titre : Direct au cœur
- Réalisation : Roger Lion et Alexandre Arnaudy
- Scénario : Marcel Pagnol et Paul Nivoix d'après leur pièce
- Photographie : Enzo Riccioni, Jaque Catelain
- Décors : Aimé Bazin
- Musique : Pierre Monté[1]
- Son : Merguir Bardisbanian
- Montage : Marcel Cravenne (Marcel Cohen)
- Production : P.J. de Venloo
- Société de production : Europa Films
- Pays d'origine :  France
- Format : Noir et blanc - 35 mm - 1,37:1
- Genre : Comédie dramatique
- Durée : 104 minutes
- Date de sortie : France, novembre 1932

## Distribution
- Jacques Maury : Kid Marc
- Suzanne Rissler : Régina
- Nicole Ray : Clairette
- Alexandre Arnaudy : César Cannebois
- Gustave Libeau : Golding
- Charles Cuvillier : Tube
- Paul Demange : Prosper
- Lily Fairlie : Élisa
- Pierre Juvenet : un journaliste
- Jean d'Yd : un journaliste
- Max Maxudian : le docteur Bernard
- André Numès Fils : un officier
- Louis Lavata : un officier
- Maxime Léry : le reporter radio
- Félix Poulot : Émile
- Henri Lévêque : le bon vivant
- Michael Stuart : l'arbitre
- Léo Mora : le courtier
- Paul Marthès : Rodibois
- Pierre Provins